# Nataniel Cox
Nataniel Miers Cox Bustillos (Santiago, 1827-ibídem, 16 de julio de 1909) fue un agricultor y político conservador chileno.

## Vida
Hijo de Nataniel Cox Lloyd y de Francisca Javiera Bustillos y Mazeira. Se casó con Enriqueta Larraín Ruiz-Tagle. 
Se dedicó a las actividades agrícolas, siendo uno de los principales impulsores de la agricultura del país. Importó los caballos árabes, y fundó el "Criadero de Mansel". 
Militó en el Partido Conservador. Fue regidor de Valparaíso en 1857. 
Senador por Chiloé (1894-1900). Integró la comisión permanente de Guerra y Marina, y la de Educación y Beneficencia.